# Đào tỷ
Đào tỷ (tiếng Hoa: 桃姐), phim điện ảnh Hồng Kông năm 2011, do Hứa An Hoa đạo diễn, có sự tham gia của Lưu Đức Hoa, Diệp Đức Nhàn, Vương Phức Lệ, Hoàng Thu Sinh, Tần Bái...
Phim giành giải tại Liên hoan phim Kim Mã, giải Kim Tượng, đề cử giải Sư tử vàng tại Liên hoan phim Venice lần 68, và giành 4 giải tại liên hoan phim này.